# Tekniska yrkesskolan i Jönköping

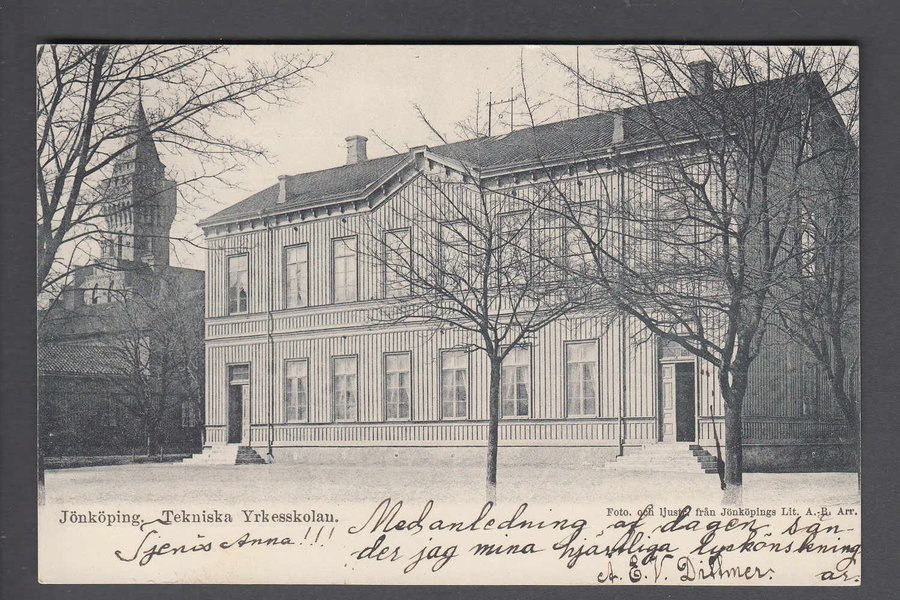
Sidobyggnad till Yrkesskolan, vid Brunnsgatan, omkring 1900. Till vänster i bakgrunden syns tornet till brandstationen vid Kyrkogatan.

Tekniska yrkesskolan i Jönköping var en skola vid Kyrkogatan på Väster i Jönköping.
Tekniska yrkesskolan fanns från grundandet 1878 i den tidigare Västra folkskolans ursprungliga tvåvåningsbyggnad vid Kyrkogatan. Den hade uppförts 1863 efter ritningar av Adolf W. Edelsvärd och tillhörde de första institutionsbyggnaderna, som byggdes på de raserade yttre befästningsverken för Jönköpings slott. Västra folkskolan flyttade 1881 till en ny byggnad vid Klostergatan, senare benämnd Sofiaskolan, varefter hela byggnaden vid Kyrkogatan disponerades av yrkesskolan.
Huvudbyggnaden restaurerades 1924, varvid tillkom de två nuvarande entréerna mot Kyrkogatan, vilka ersatte de tidigare entréerna mot gården. År 1947 uppfördes nya skolbyggnader, vilka sammanfogades med den befintliga skolbyggnaden. En mer genomgripande ombyggnad skedde 1968.
Mellan Brunnsgatan och Verkstadsgatan ligger annexet "Globenhuset", som ursprungligen inrymde bland annat verkstadslokaler och som sedan 2003 är förbunden med en matsalsbyggnad på innegården. Det uppfördes 1946 efter ritningar av Gösta Planck. Byggnaden försågs 1995 med en tillbyggnad vid södra gaveln. 
Yrkesskolan integrerades i början av 1970-talet i den tekniska utbildningen i Erik Dahlbergsgymnasiet, medan byggnaderna övertogs av Per Brahegymnasiet.